# Folsomia gebhardti
Folsomia gebhardti is een springstaartensoort uit de familie van de Isotomidae. De wetenschappelijke naam van de soort is voor het eerst geldig gepubliceerd in 1964 door Loksa.